# Foday
Guangdong Foday Automobile Co., Ltd., connu sous le nom de Foday, est une entreprise de fabrication automobile basée à Foshan dans la province du Guangdong, en Chine et auparavant connu sous le nom de Guangdong Fudi Automobile Co., Ltd.. Ses principaux produits sont des véhicules, principalement des pick-ups et des SUVs, vendus dans différents pays sous les marques Fudi et Foday.

## Liste de véhicules
- SUV Foday Explorer II
- SUV Foday Explorer III
- SUV Foday Landfort
- SUV Foday Explorer 6; lancé en octobre 2010[2]
- Pickup Foday Lion
- Pickup Foday Lion F16
- Pickup Foday Lion F22
- Pickup Foday Little Superman

## Galerie

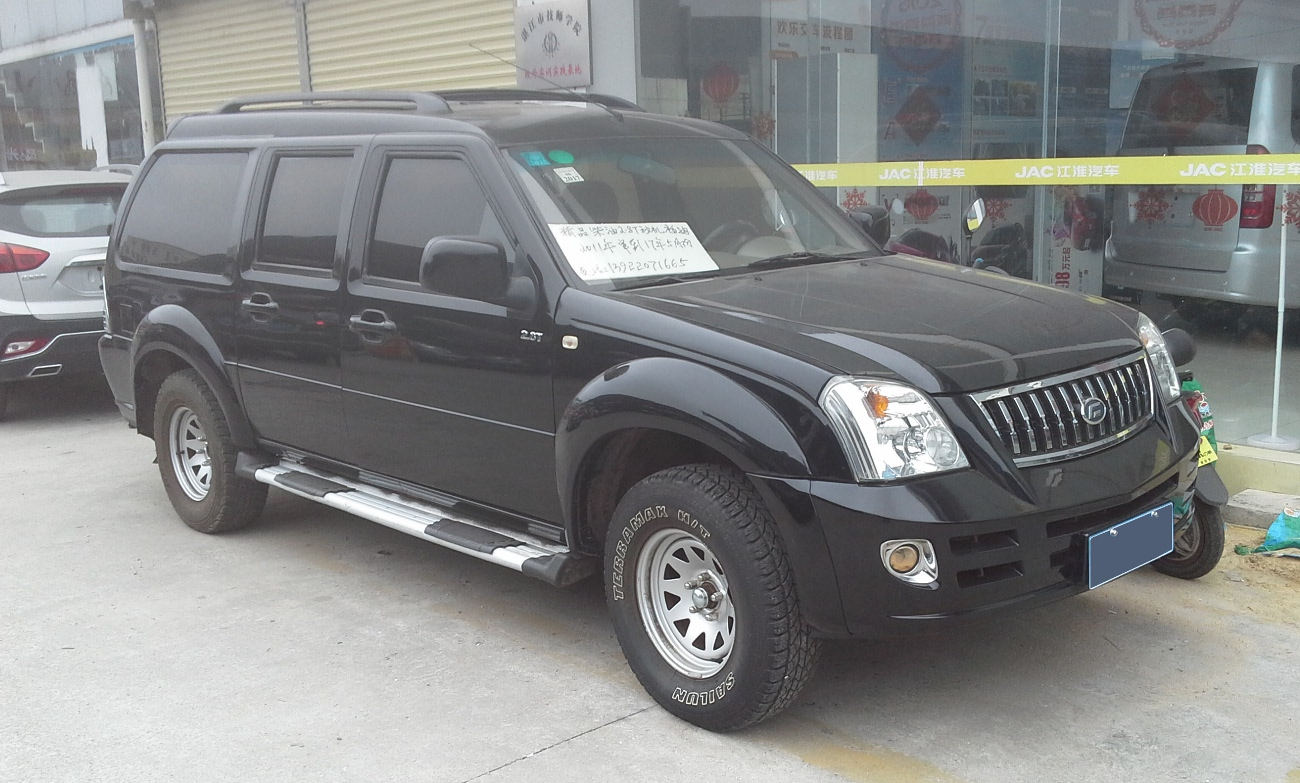
Foday Explorer II
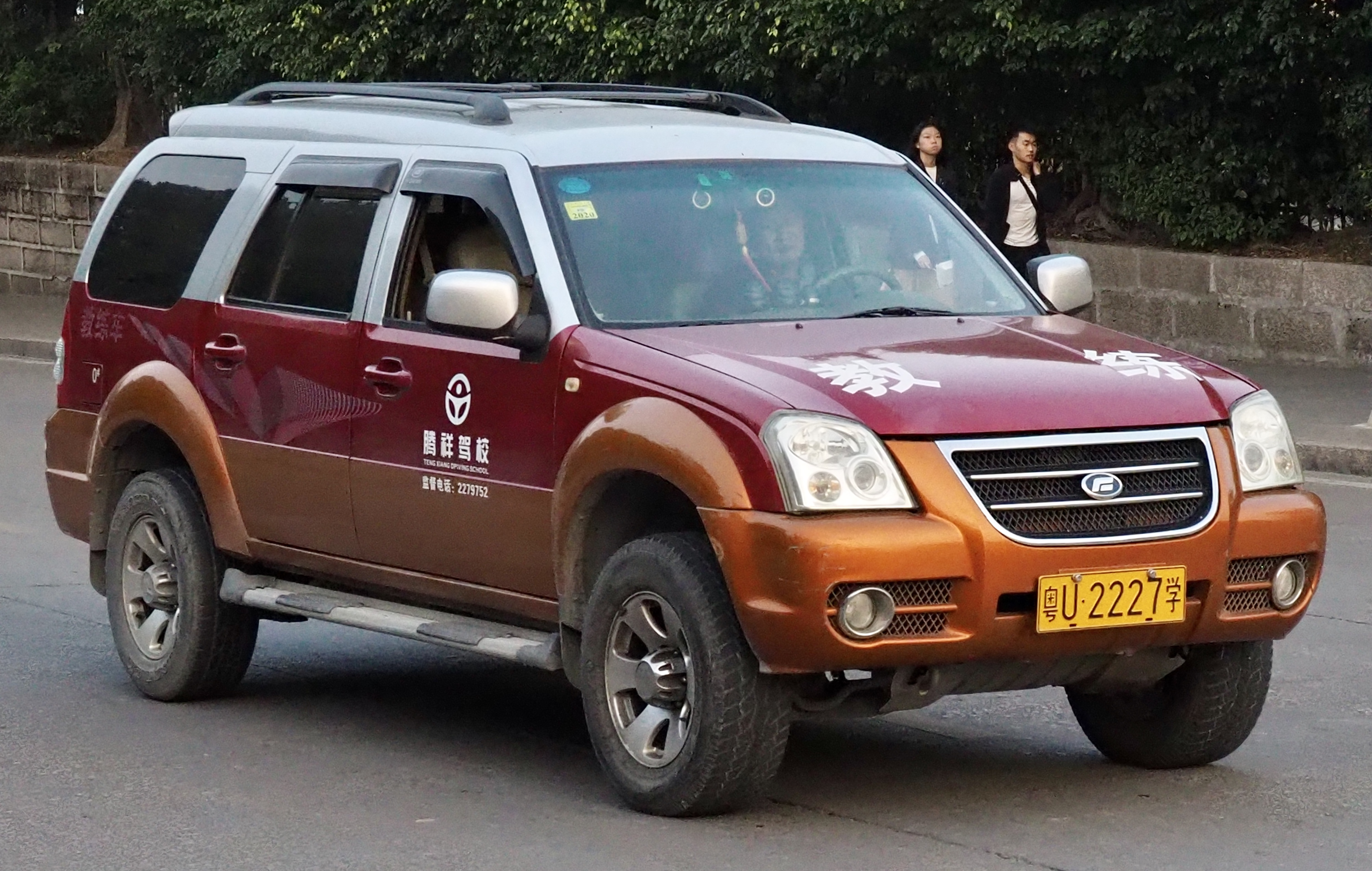
Foday Explorer III
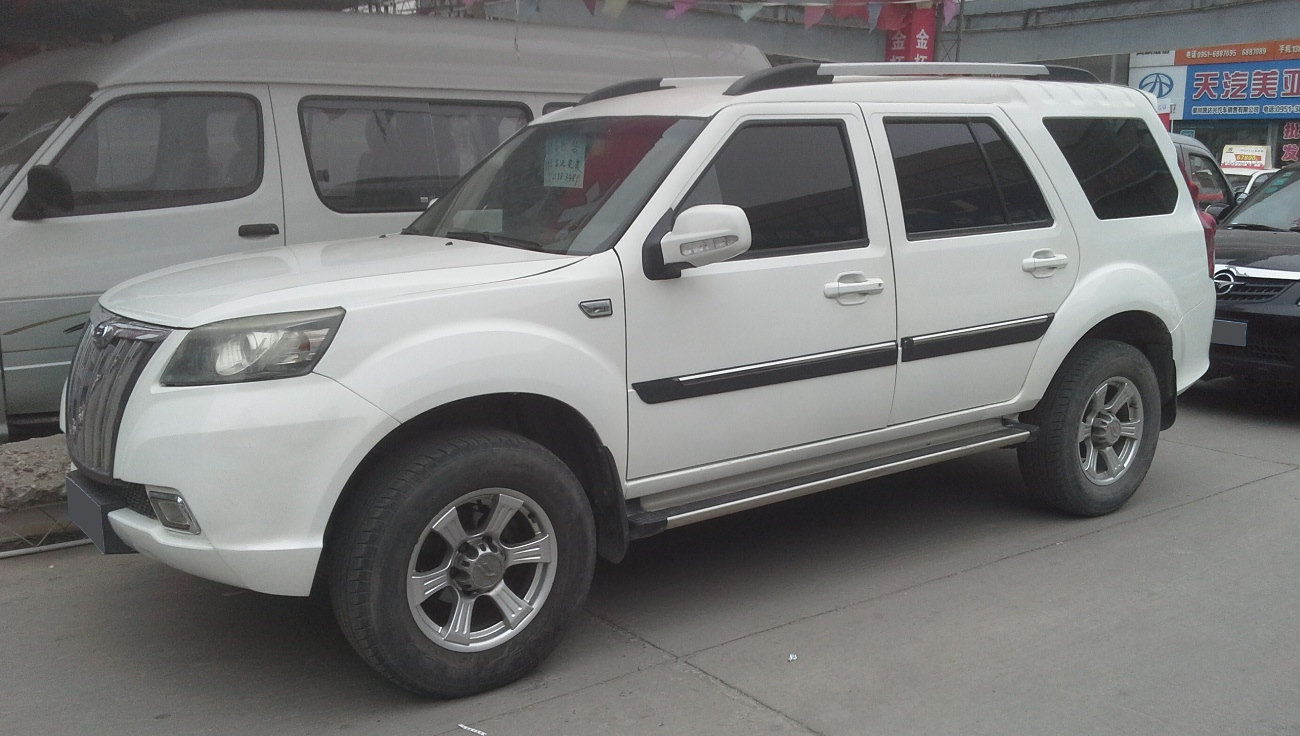
Foday Explorer 6
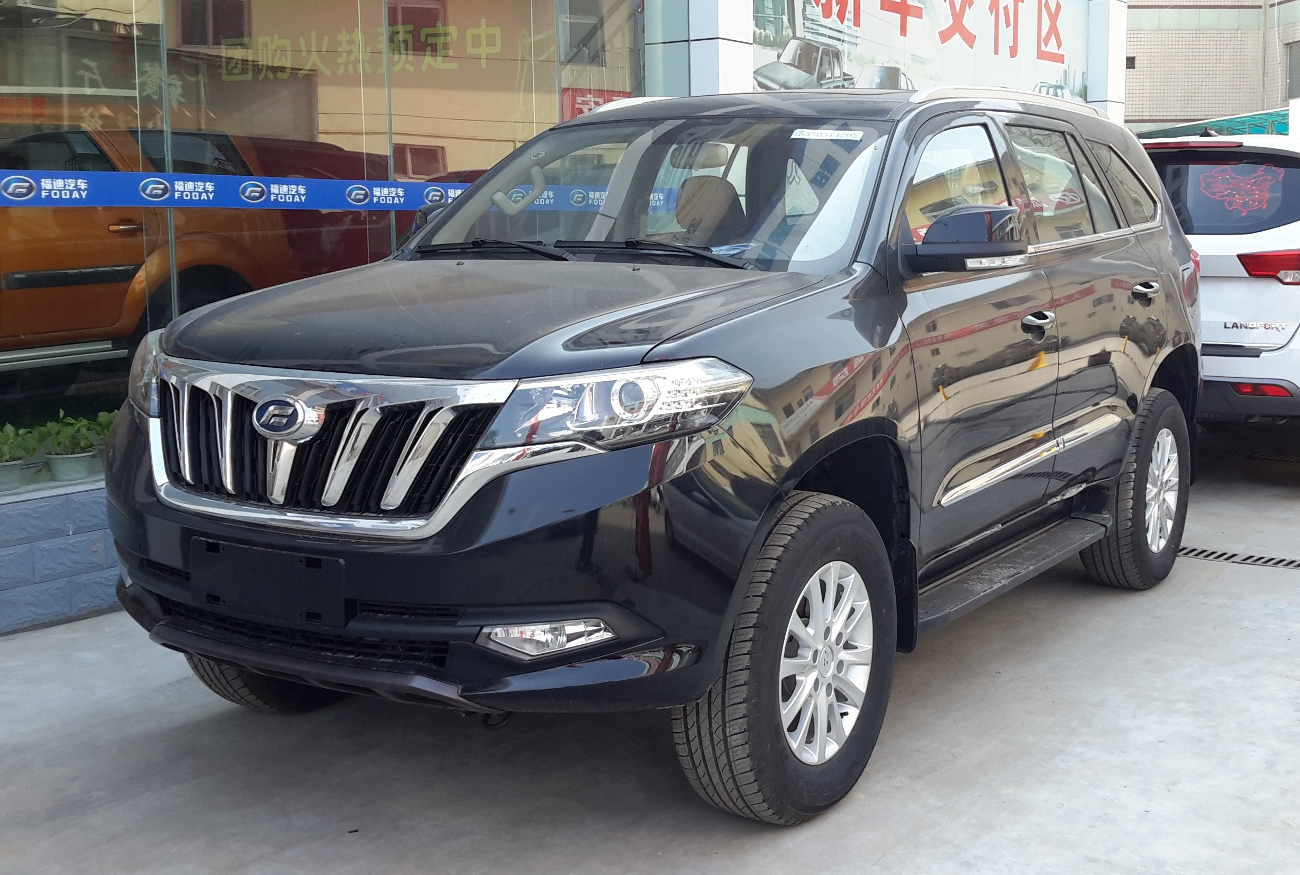
Foday Landfort
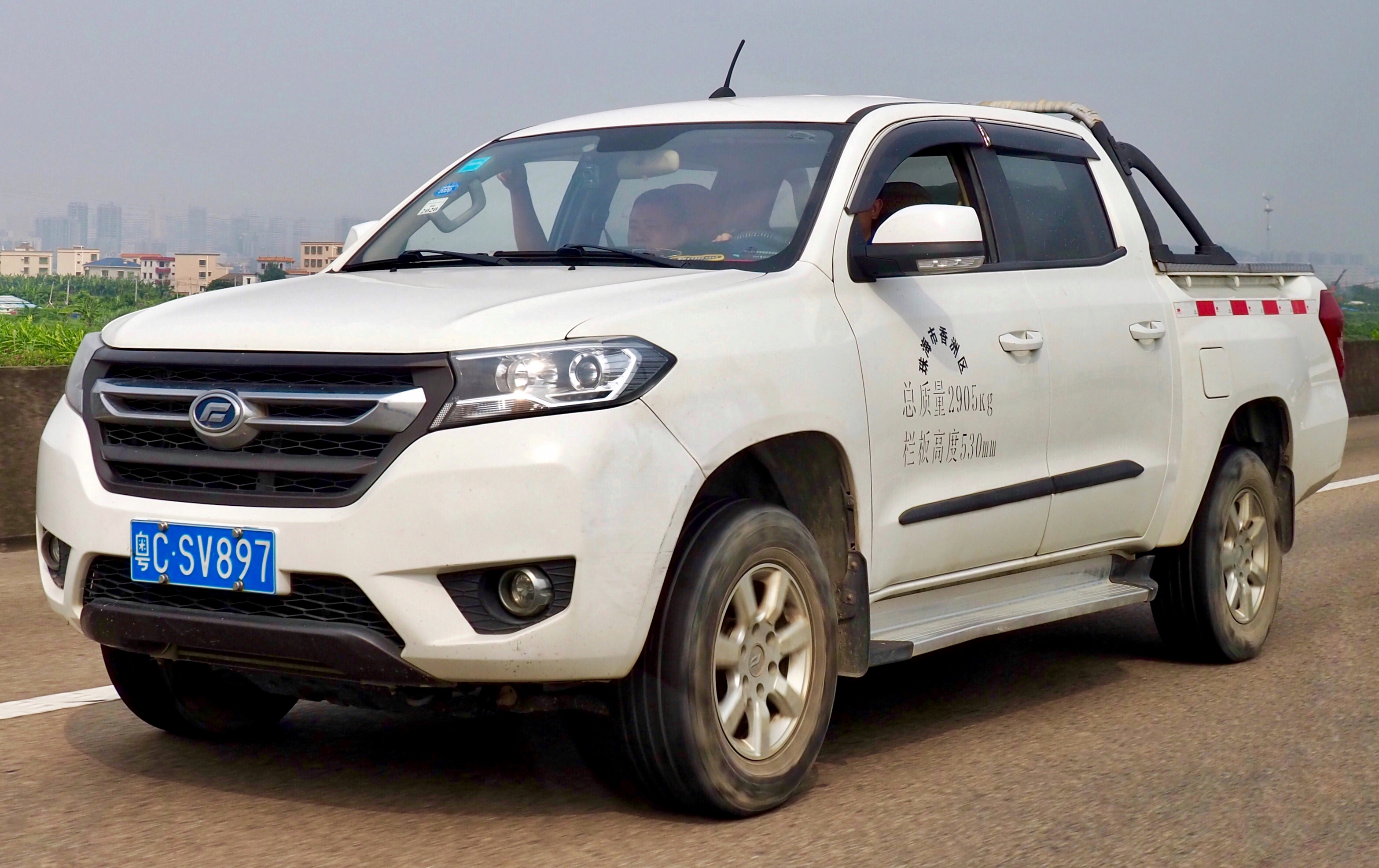
Foday Lion